# Garganta de Pankisi
La garganta o desfiladero de Pankisi (en georgiano: პანკისის ხეობა, Pankisis Jeoba), o simplemente Pankisi (პანკისი), es un valle georgiano formado por el río Alazani en la esquina noreste del país, fronterizo con Chechenia, en Rusia. Administrativamente está en el distrito de Ajmeta en la región de Kajetia. Está poblado mayoritariamente por grupo étnico llamado kists, emparentados con los chechenos.
Se ha afirmado repetidamente que ha sido una base para el tránsito, entrenamiento, financiación y aprovisionamiento de armas para los rebeldes chechenos y militantes islámicos, muchos de ellos seguidores de Ruslan Gelayev. Rusia intentó atacar a los guerrilleros chechenos en la garganta. Georgia acusó a Rusia de llevar a cabo incursiones de bombardeo en la región de la garganta, en los cuales se afirmó que al menos un civil georgiano había muerto.
Organizaciones internacionales advierten de la existencia de minas antipersonas en la garganta, y ya ha habido varias bajas por la explosión de estas minas antipersona en la garganta.
En el Programa de Entrenamiento y Equipamiento de Georgia, que finalizó en 2002, los Estados Unidos iniciaron el entrenamiento de las unidades militares georgianas para responder a la situación de la garganta. El programa costó 64 millones de dólares y se prepararon a 200 hombres en operaciones especiales y se preparó y equipó cuatro batallones de 300 hombres con armamento ligero, vehículos y comunicaciones. En la actualidad, la situación en la región es estable, y las operaciones finalizaron en septiembre de 2007.